# Vuelta a Burgos 2004
La Vuelta a Burgos 2004, ventiseiesima edizione della corsa, si svolse dal 2 al 5 agosto 2004 su un percorso di 630 km ripartiti in 4 tappe, con partenza e arrivo a Burgos. Fu vinta dallo spagnolo Alejandro Valverde della Comunidad Valenciana-Kelme davanti al russo Denis Menchov e all'italiano Leonardo Piepoli.

## Tappe
| Tappa  | Data     | Percorso                                    | km  | Vincitore di tappa | Leader cl. generale |
| ------ | -------- | ------------------------------------------- | --- | ------------------ | ------------------- |
| 1ª     | 2 agosto | Burgos > Poza de la Sal                     | 149 | Alejandro Valverde | Alejandro Valverde  |
| 2ª     | 3 agosto | Lerma > Aranda de Duero                     | 170 | Alejandro Valverde | Alejandro Valverde  |
| 3ª     | 4 agosto | Areniscas de los Pinares > Lagunas de Neila | 139 | Alejandro Valverde | Alejandro Valverde  |
| 4ª     | 5 agosto | Miranda de Ebro > Burgos                    | 172 | Aurélien Clerc     | Alejandro Valverde  |
| Totale | Totale   | Totale                                      | 630 |                    |                     |

## Dettagli delle tappe

### 1ª tappa
- 2 agosto: Burgos > Poza de la Sal – 149 km

| Pos. | Corridore                    | Squadra              | Tempo    |
| ---- | ---------------------------- | -------------------- | -------- |
| 1    | Alejandro Valverde           | Comunidad Valenciana | 3h34'35" |
| 2    | Denis Menchov                | Illes Balears        | a 3"     |
| 3    | Mauricio Alberto Ardila Cano | Chocolade Jacques    | s.t.     |

| Pos. | Corridore                    | Squadra              | Tempo    |
| ---- | ---------------------------- | -------------------- | -------- |
| 1    | Alejandro Valverde           | Comunidad Valenciana | 3h34'35" |
| 2    | Denis Menchov                | Illes Balears        | a 3"     |
| 3    | Mauricio Alberto Ardila Cano |                      | s.t.     |

### 2ª tappa
- 3 agosto: Lerma > Aranda de Duero – 170 km

| Pos. | Corridore           | Squadra              | Tempo    |
| ---- | ------------------- | -------------------- | -------- |
| 1    | Alejandro Valverde  | Comunidad Valenciana | 3h46'13" |
| 2    | Alexandre Usov      | Phonak               | s.t.     |
| 3    | Ion Del Rio Arteaga | Costa de Almeria     | s.t.     |

| Pos. | Corridore                      | Squadra              | Tempo    |
| ---- | ------------------------------ | -------------------- | -------- |
| 1    | Alejandro Valverde             | Comunidad Valenciana | 7h20'48" |
| 2    | Miguel Ángel Martín Perdiguero | Saunier Duval        | a 3"     |
| 3    | Denis Menchov                  | Illes Balears        | s.t.     |

### 3ª tappa
- 4 agosto: Areniscas de los Pinares > Lagunas de Neila – 139 km

| Pos. | Corridore          | Squadra              | Tempo    |
| ---- | ------------------ | -------------------- | -------- |
| 1    | Alejandro Valverde | Comunidad Valenciana | 3h44'03" |
| 2    | Denis Menchov      | Illes Balears        | s.t.     |
| 3    | Leonardo Piepoli   | Saunier Duval        | a 3"     |

| Pos. | Corridore          | Squadra              | Tempo     |
| ---- | ------------------ | -------------------- | --------- |
| 1    | Alejandro Valverde | Comunidad Valenciana | 11h04'51" |
| 2    | Denis Menchov      | Illes Balears        | a 3"      |
| 3    | Leonardo Piepoli   | Saunier Duval        | a 6"      |

### 4ª tappa
- 5 agosto: Miranda de Ebro > Burgos – 172 km

| Pos. | Corridore      | Squadra     | Tempo    |
| ---- | -------------- | ----------- | -------- |
| 1    | Aurélien Clerc | Quick Step  | 3h54'16" |
| 2    | Alexandre Usov | Phonak      | s.t.     |
| 3    | Roger Hammond  | MrBookmaker | s.t.     |

| Pos. | Corridore          | Squadra              | Tempo     |
| ---- | ------------------ | -------------------- | --------- |
| 1    | Alejandro Valverde | Comunidad Valenciana | 14h59'07" |
| 2    | Denis Menchov      | Illes Balears        | a 3"      |
| 3    | Leonardo Piepoli   | Saunier Duval        | a 6"      |

## Classifiche finali

### Classifica generale
| Pos. | Corridore                    | Squadra                          | Tempo     |
| ---- | ---------------------------- | -------------------------------- | --------- |
| 1    | Alejandro Valverde           | Comunidad Valenciana-Kelme       | 14h59'07" |
| 2    | Denis Menchov                | Illes Balears-Banesto            | a 3"      |
| 3    | Leonardo Piepoli             | Saunier Duval-Prodir             | a 6"      |
| 4    | Marcos Serrano               | Liberty Seguros                  | a 50"     |
| 5    | Jonathan González            | Costa de Almeria-Paternina       | a 53"     |
| 6    | Juan Carlos Domínguez        | Saunier Duval-Prodir             | a 1'14"   |
| 7    | Vladimir Karpets             | Illes Balears-Banesto            | a 1'40"   |
| 8    | Mauricio Alberto Ardila Cano | Chocolade Jacques-Wincor Nixdorf | a 1'51"   |
| 9    | José Alberto Martínez        | Relax-Bodysol                    | a 2'02"   |
| 10   | Ondrej Sosenka               | Acqua & Sapone                   | a 2'06"   |